# BMW F 650 GS
BMW F 650 GS – produkowany od 2000 do 2008 jednocylindrowy motocykl firmy BMW należący do rodziny motocykli BMW F 650 produkowanych od 1993 r. Należą do niej: F 650 ST Strada, F 650 Funduro, F 650 CS Scarver, F 650 GS, F 650 GS Dakar i najnowsze G 650 GS oraz G 650 GS Sertao. Dostępny jest w wersji z obniżonym siedzeniem (za sprawą krótszego tylnego amortyzatora), w wersji standardowej i w podwyższonym, uterenowionym typie BMW F 650 GS Dakar. Wersja Dakar została wypuszczona na rynek po wygranym przez Richarda Saincta Rajdzie Paryż-Dakar w 1999 i 2000 r. na motocyklu F 650 RR. Są to pierwsze jednocylindrowe motocykle BMW od czasu zakończenia produkcji R 27 i pierwsze (z wyjątkiem F 650 CS, napędzanego pasem transmisyjnym) napędzane łańcuchem.
Specjalnie przygotowana wersja rajdowa została wykorzystana przez Charleya Boormana w Rajdzie Dakar w 2006 r. i sfilmowana (Race to Dakar).

## Konstrukcja

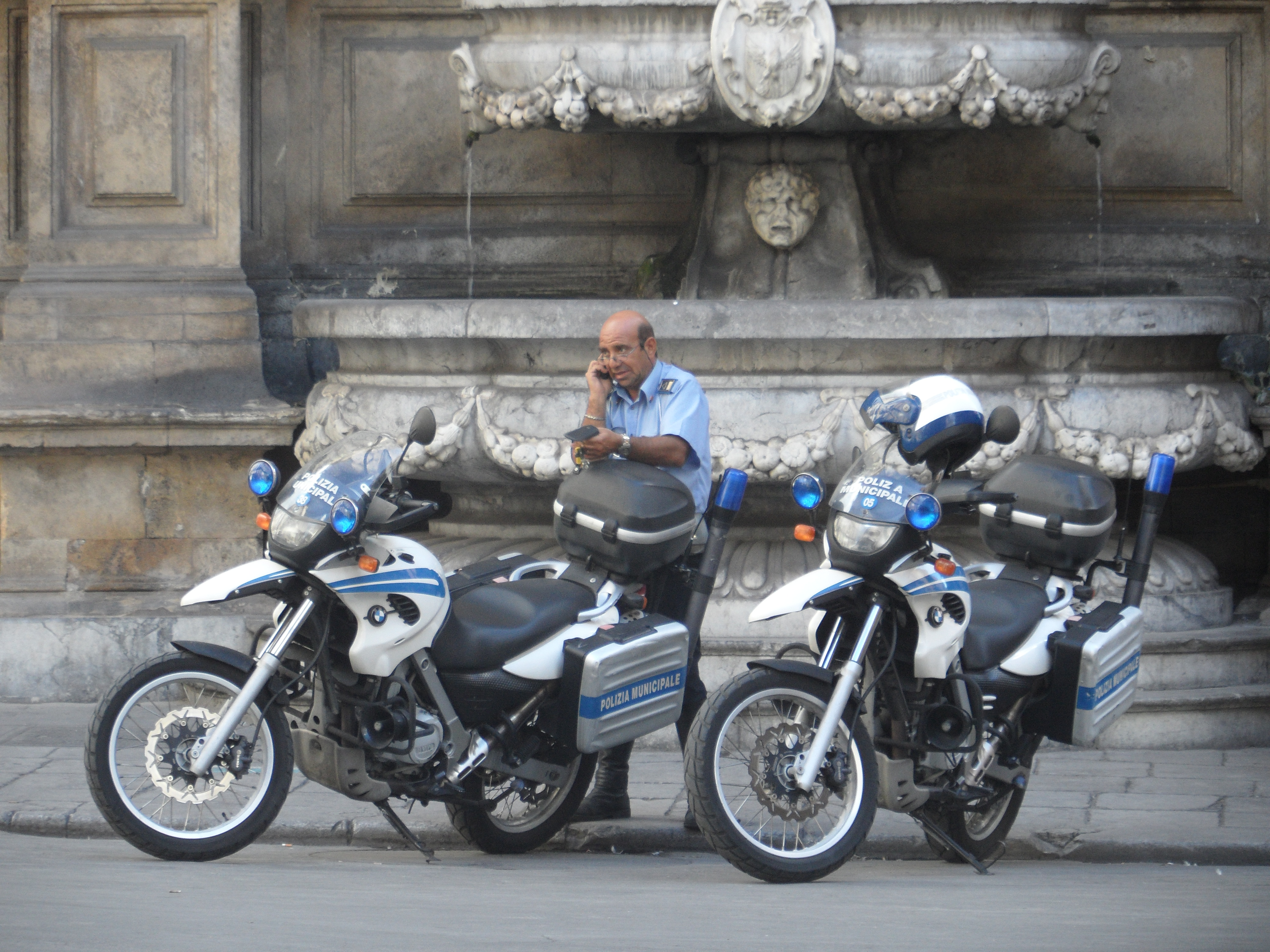
Motocykle BMW F650 GS Policia Municipale w Palermo 2013

Motocykle F 650 GS cechowały się szeregiem innowacyjnych rozwiązań technicznych, takich jak komputerowo sterowany wtrysk paliwa, katalizator, cylinder pokryty wewnątrz stopem Nikasil, czy systemem ABS i podgrzewanymi manetkami jako opcjami dodatkowymi. Silnik ma wysoki stopień sprężania i świecę zapłonową z podwójną iskrą (od 2004 r. - dwie świece zapłonowe), co daje dużą moc w połączeniu z bardzo niewielkim zużyciem paliwa i niską emisją spalin. Silniki wytwarzało austriackie przedsiębiorstwo Rotax, motocykle montowane w fabryce w Berlinie. Nietypowym rozwiązaniem jest umieszczenie baku paliwa pod siedzeniem, co obniża środek ciężkości pojazdu i ułatwia tankowanie, gdy motocykl jest obciążony bagażem. Fałszywy zbiornik (w miejscu, gdzie inne motocykle mają bak) zawiera wlew oleju suchej miski olejowej i akumulator. Kształt karoserii został zaprojektowany przez konstruktora BMW Davida Robba
Sprzedano przeszło 105 000 egzemplarzy motocykli F 650 GS, co zaowocowało dobrą dostępnością części zamiennych i bogatą ofertą akcesoriów, m.in. dla amatorów dalekich wypraw przełajowych.